# Company of Heroes
Company of Heroes (afgekort als CoH) is een RTS-computerspel met als thema de Tweede Wereldoorlog. Het spel, ontwikkeld door Relic Entertainment, werd in 2006 uitgebracht door THQ. Voor het spel zijn twee uitbreidingen uitgekomen: Opposing Fronts en Tales of Valor. In mei 2012 werd Company of Heroes 2 aangekondigd. Het vervolg zal zich richten op het Oostfront van de Tweede Wereldoorlog, met Nazi-Duitsland en de Sovjet-Unie als strijdende partijen.

## Gameplay
Company of Heroes is een strategiespel waarin de speler groepen soldaten en individuele voertuigen aanvoert.

### Doel
Het spel kan op twee manieren gespeeld worden: annihilation (Engels voor vernietiging) of victory points (overwinningspunten). Als men kiest voor 'annihilation' moeten alle vijandelijke eenheden en gebouwen vernietigd worden. Wordt er om 'victory points' gespeeld, dan heeft men tot doel centraal gelegen punten in de spelwereld te veroveren, waardoor de tegenstander overwinningspunten verliest. De missies in de singleplayer-verhaallijn worden hoofdzakelijk gespeeld in annihilation-modus.

### Sectoren
Het speelveld is opgedeeld in verschillende sectoren die door een strijdende partij bezet kunnen worden. Elke sector heeft een vlaggenmast die aanduidt of de sector neutraal (onbezet), vriendelijk of vijandelijk bezet is. Wanneer de speler een sector wil innemen laat hij zijn troepen stelling nemen bij de vlaggenmast. Vervolgens wordt de vlag gehesen, zolang er geen vijandelijke troepen in de buurt zijn. Na enkele seconden is de sector ingenomen. Om een vijandige sector over te nemen moeten de bezetters verdreven of verslagen worden. Een overname duurt iets langer omdat de vijandelijke vlag eerst gestreken moet worden. Bezette sectoren vormen een toeleveringsketen van grondstoffen zoals munitie en brandstof. Als een bezette sector echter afgesneden wordt van andere sectoren door een vijandelijk offensief, levert de desbetreffende sector niets op. De hoeveelheid opgeleverde grondstoffen verschilt van sector tot sector.

#### Grondstoffen
In het spel zijn drie verschillende grondstoffen beschikbaar. De speler kan deze gebruiken om gebouwen neer te poten, eenheden (units) te rekruteren en verbeteren of speciale vaardigheden in te zetten:
- Mankracht (manpower): dit is de belangrijkste grondstof in het spel, benodigd voor rekrutering van eenheden en bouw van productiefaciliteiten. Mankracht-inkomsten dalen naarmate de speler meer eenheden produceert. Het hoofdkwartier van de speler genereert een grote hoeveelheid mankracht.
- Munitie (munitions): wordt gebruikt om troepen of voertuigen te verbeteren met speciale functies en om bepaalde vaardigheden in te zetten. Munitie kan verdiend worden door het veroveren van munitiesectoren op het speelveld. Ook het hoofdkwartier produceert een kleine hoeveelheid munitie.
- Brandstof (fuel): essentieel voor voertuigproductie en aankoop van algemene upgrades, die gelden voor alle eenheden. Brandstof wordt geproduceerd in bezette brandstofsectoren op het speelveld.

### Company Commander Tree
De Command Tree is een belangrijk spelelement in Company of Heroes. De 'command tree' of doctrine staat voor een bepaalde speelstijl en wordt doorgaans aan het begin van het spel door de speler gekozen. Elke factie heeft drie specifieke doctrines ter beschikking, die het zwaartepunt van de toegepaste strategie bepalen. Eens de speelstijl gekozen is kan men binnen de 'command tree' tactieken en vaardigheden vrijspelen die tijdens het spel ingezet kunnen worden. Om die vaardigheden vrij te spelen of te gebruiken moet de speler eerst 'ervaringspunten' verzamelen. Naast ervaringspunten kan het inzetten van bepaalde tactieken ook grondstoffen kosten.

## Legers en eenheden

### Geallieerden(Allies)

#### Amerikaans Leger
Amerikaanse doctrines: Infantry Company, Airborne Company, Armor Company.
| Troepen                                                              | Lichte en middelzware voertuigen                 | Zware voertuigen                                                  | Gebouwen en constructies                                                      |
| -------------------------------------------------------------------- | ------------------------------------------------ | ----------------------------------------------------------------- | ----------------------------------------------------------------------------- |
| Engineer Squad - genietroepen                                        | Willys MB Jeep                                   | M4 Sherman - medium tank                                          | Observation Post - observatiepost                                             |
| Riflemen Squad                                                       | M3 Half-Track                                    | M4 Sherman "Crocodile" (M4A3R3 vlammenwerper) - vlammenwerpertank | Barbed Wire - prikkeldraadconcertina                                          |
| Ranger Squad - antitanktroepen                                       | M3 Half-Track Quadmount .50 Cal                  | M4 Sherman "Calliope" (T34 raketlanceerder) - rakettank           | Sand Bags - zandzakken                                                        |
| Airborne Squad (paratroopers) - luchtlandingstroepen                 | M8 "Greyhound" Light Armored Car - pantserwagen  | M26 Pershing - middelzware tank                                   | Tank Traps - tankversperringen (Tsjechische egels)                            |
| Sniper - sluipschutter                                               | T17 "Staghound" Armored Car (TOV) - pantserwagen | M10 "Wolverine" Tank Destroyer - tankjager                        | General Purpose Land Mines - landmijnen                                       |
| M1 57mm Anti Tank (AT) Gun (Ordnance QF 6 pounder) - antitankgeschut |                                                  | M18 Hellcat (TOV) - tankjager                                     | Browning M1917 .30 Cal Machine Gun (MG) Emplacement - machinegeweeropstelling |
| Browning M1917 Heavy Machine Gun Team                                |                                                  |                                                                   | Medic Sation - veldhospitaal                                                  |
| M2 60mm Mortar Team                                                  |                                                  |                                                                   | Forward Barracks - voorpost                                                   |
| M2 105mm Howitzer (M101 howitzer) - type houwitser                   |                                                  |                                                                   |                                                                               |

#### Brits Leger (British Commonwealth)
Geïntroduceerd in uitbreidingspakket Opposing Fronts.
Britse doctrines: Royal Artillery Support, Royal Commandos Support, Royal Engineers Support.
| Troepen                                                                | Lichte en middelzware voertuigen                    | Zware voertuigen                                  | Gebouwen en constructies                                                                 |
| ---------------------------------------------------------------------- | --------------------------------------------------- | ------------------------------------------------- | ---------------------------------------------------------------------------------------- |
| Sappers - sappeurs                                                     | Bren Carrier (Universal Carrier) - type tankette    | Mk VIII Cromwell Tank Cruiser - 'cruiser tank'    | Slit Trench - loopgraaf                                                                  |
| Infantry Section (Tommy Squad)                                         | Stuart Light Tank - lichte tank                     | Mk IV Churchill - 'infanterietank'                | Barbed Wire - prikkeldraadconcertina                                                     |
| Lieutenant - luitenant                                                 | Mk VII Tetrarch Light Tank - lichte tank            | Churchill AVRE (Armoured Vehicle Royal Engineers) | Sand Bags - zandzakken                                                                   |
| Captain - kapitein                                                     | Kangaroo Carrier - armoured personnel carrier (TOV) | Mk VIII Churchill "Crocodile" - vlammenwerpertank | General Purpose Land Mines - landmijnen                                                  |
| Commando Squad - commandos                                             |                                                     | Sherman Firefly - tank met antitankgeschut        | Vickers Machine Gun (MG) Emplacement - machinegeweeropstelling                           |
| PIAT (Projector, Infantry, Anti Tank) Commando Squad - antitanktroepen |                                                     | Cromwell Command Tank                             | 3 inch Mortar Emplacement (Mortar Pit) - mortieropstelling                               |
| Vickers Heavy Machine Gun Commandos                                    |                                                     | M7 Priest - gemechaniseerde artillerie            | Bofors 40mm Cannon - luchtafweergeschut                                                  |
| 3 inch Mortar Commandos (Ordnance ML 3 inch Mortar)                    |                                                     |                                                   | 17 Pounder Anti Tank (AT) Gun - antitankgeschut                                          |
|                                                                        |                                                     |                                                   | 25 Pounder Gun Howitzer - type houwitser                                                 |
|                                                                        |                                                     |                                                   | Armor Command Truck                                                                      |
|                                                                        |                                                     |                                                   | Field Support Truck                                                                      |
|                                                                        |                                                     |                                                   | Headquarters Command Truck (HQ)                                                          |
|                                                                        |                                                     |                                                   | Commando Glider/Tetrarch Glider (General Aircraft Hamilcar)/HQ Glider - zweefvliegtuigen |
|                                                                        |                                                     |                                                   | Detector (for Radio Triangulation)                                                       |
|                                                                        |                                                     |                                                   | Casualty Clearing Station - veldhospitaal                                                |

### Asmogendheden(Axis)

#### Wehrmacht
Wehrmacht-doctrines: Defensive Doctrine, Blitzkrieg Doctrine, Terror Doctrine.
| Troepen                                                          | Lichte en middelzware voertuigen                                                     | Zware voertuigen                                                    | Gebouwen en constructies                        |
| ---------------------------------------------------------------- | ------------------------------------------------------------------------------------ | ------------------------------------------------------------------- | ----------------------------------------------- |
| Pioneer Squad (Pioniere) - genietroepen                          | BMW R75 Wehrmachtsgespann (BMW Assault Bike) - militair zijspan                      | Sd.Kfz. 161 Panzerkampfwagen (Pz.Kpfw.) IV - medium tank            | Observation Post - observatiepost               |
| Volksgrenadier Squad                                             | Sd.Kfz. 234 Schwerer Panzerspähwagen ("Puma" Armored Car) - pantserwagen             | Sd.Kfz. 167 Sturmgeschütz (StuG) IV - gemechaniseerd geschut        | Barbed Wire - prikkeldraadconcertina            |
| Grenadier Squad                                                  | Sd.Kfz. 251 Half-Track                                                               | Sd.Kfz. 171 Panzerkampfwagen (Pz.Kpfw.) V "Panther" - medium tank   | Sand Bags - zandzakken                          |
| Knight's Cross Holders - Ritterkreuz-elitetroepen                | Sd.Kfz. 301 Leichter Ladungsträger Goliath (Goliath Tracked Mine) - telegeleide mijn | Flakpanzer IV "Ostwind" - gemechaniseerd luchtafweergeschut         | Tank Traps - tankversperringen                  |
| MG42 (maschinengewehr 1942) Heavy Machine Gun Team               | VW Schwimmwagen Type 166 (TOV) - licht amfibievoertuig                               | Sturmhaubitze (StuH) 42 - 'infanterietank'                          | General Purpose Land Mines - landmijnen         |
| Gr.34 80mm Mortar Team                                           |                                                                                      | Sd.Kfz. 181 Panzerkampfwagen VI "Tiger" - zware tank                | Forward Barracks - voorpost                     |
| Sniper - sluipschutter                                           |                                                                                      | Sd.Kfz. 182 Panzerkampfwagen VI Tiger II "Königstiger" - zware tank | 88mm FlaK 36 (Flugabwehrkanone) - afweergeschut |
| Officer - officier                                               |                                                                                      | Sd.Kfz. 135 Geschützwagen H-39 (Marder I) (TOV) - tankjager         |                                                 |
| 150mm Nebelwerfer 41                                             |                                                                                      |                                                                     |                                                 |
| 50mm PaK 38 (Panzerabwehrkanone) Anti Tank Gun - antitankgeschut |                                                                                      |                                                                     |                                                 |

#### Panzer Elite (Kampfgruppe Lehr)
Geïntroduceerd in uitbreidingspakket Opposing Fronts.
Panzer-Elite-doctrines: Scorched Earth Tactics, Luftwaffe Tactics, Tank Destroyer Tactics.
| Troepen                                      | Lichte en middelzware voertuigen                                                     | Zware voertuigen                                                       | Gebouwen en constructies                                          |
| -------------------------------------------- | ------------------------------------------------------------------------------------ | ---------------------------------------------------------------------- | ----------------------------------------------------------------- |
| Panzer Grenadiers                            | Sd.Kfz. 2 Kettenkrad                                                                 | Sd.Kfz. 161 Panzerkampfwagen (Pz.Kpfw.) IV - medium tank               | Barbed Wire - prikkeldraadconcertina                              |
| Assault Grenadiers                           | Sd.Kfz. 221 Leichter Panzerspähwagen (Scout Car) - pantserwagen                      | Bergetiger (Repair and Recovery Vehicle)                               | General Purpose Land Mines - landmijnen                           |
| Tank Busters - Panzerschrecktroepen          | Sd.Kfz. 251 Munitions Half-Track                                                     | Sd.Kfz. 171 Panzerkampfwagen (Pz.Kpfw.) V "Panther" - medium tank      | Reinforcement Point - voorpost                                    |
| Fallschirmjäger Squad - luchtlandingstroepen | Sd.Kfz. 250/3 Funkwagen Half-Track "Vampire"                                         | Sd.Kfz. 165 150mm Panzerhaubitze "Hummel" - gemechaniseerde artillerie | Sand Bags - zandzakken                                            |
| Luftwaffe Ground Force Squad                 | Sd.Kfz. 250/7 Heavy Mortar Half-Track                                                | Flakpanzer IV "Wirbelwind" - gemechaniseerd luchtafweergeschut         | Road Blocks - wegversperringen                                    |
|                                              | Sd.Kfz. 250 Infantry Transport Half-Track                                            | Sd.Kfz. 173 Jagdpanzer V "Jagdpanther" - tankjager                     | 20mm FlaK-Vierling 38 Anti Aircraft (AA) Gun - luchtafweergeschut |
|                                              | Sd.Kfz. 222 Leichter Panzerspähwagen (Light Armored Car) - pantserwagen              | Sd.Kfz. 138 Marder III - tankjager                                     | SD-2 (Sprengbombe Dickwandig) Butterfly Bomb - clusterbom         |
|                                              | Sd.Kfz. 250/10 Light AT Half-Track                                                   | Sd.Kfz. 138/2 Jagdpanzer 38(t) "Hetzer" - tankjager                    | 88mm FlaK 36 (Flugabwehrkanone) - afweergeschut                   |
|                                              | Sd.Kfz. 301 Leichter Ladungsträger Goliath (Goliath Tracked Mine) - telegeleide mijn |                                                                        | Teller Mines - antitankmijnen                                     |
|                                              | Hotchkiss H35 (TOV) - lichte tank                                                    |                                                                        |                                                                   |
|                                              | VW Schwimmwagen type 128 (TOV) - licht amfibievoertuig                               |                                                                        |                                                                   |

## Singleplayer-missies
In singleplayer voert de speler het commando over Able Company en Fox Company, twee compagnieën van het Amerikaanse leger. Het verhaal speelt zich af tijdens de Tweede Wereldoorlog en focust zich op Operatie Overlord. De verhaallijn begint bij de invasie op D-Day en loodst de speler doorheen enkele beslissende veldslagen, verdeeld over een vijftiental missies. Die missies bestaan uit één of meer hoofddoelen die voltooid moeten worden om een missie succesvol te beëindigen. Daarnaast kunnen secundaire doelen voltooid worden om een medaille te verdienen.
1. Omaha Beach: Able Company moet de Dog White sector op Omaha Beach veroveren en alle omringende Duitse vestigingen vernietigen. Als eerste bestorm je het strand waarna je de mg42 moet uitschakelen. Hierna moet de speler de achterliggende bunkers, artillerie en infanterie uitschakelen om de misie te winnen.
2. Vierville: Fox Company moet een aantal Anti Aircraft guns uitschakelen.
3. Carentan: Fox Company moet het dorpje Carentan innemen.
4. Carentan Counterattack: Fox Company moet Carentan verdedigen tegen een Duits tegenoffensief, gericht op de drie hoofdbruggen van Carentan.
5. Montebourg: Able Company moet een geallieerd konvooi ('Red Ball Express') begeleiden richting Cherbourg.
6. Cherbourg: Able Company moet de haven van Cherbourg innemen.
7. Sottevast: Fox Company moet een V2-lanceerbasis vernietigen.
8. St. Fromond: Able Company moet Saint-Fromond innemen.
9. Hill 192: Able Company moet heuvel 192 veroveren.
10. St. Lo : Able Company moet de gebombardeerde stad Saint-Lô innemen.
11. Hebecrevon: Able Company moet de overgebleven Panther tanks van een terugtrekkende Duitse tankdivisie vernietigen.
12. Mortain: Able Company moet heuvel 317 en het dorpje Mortain verdedigen tegen Duitse aanvallen.
13. Mortain Couterattack: Able Company moet Heuvel 317 verdedigen tegen nog meer Duitse aanvallen. In deze missie maakt de speler voor het eerst kennis met het victory-points-systeem.
14. Autry: Able Company moet Hauptmann Joseph Gunter "Ace" Schultz en zijn Panzergruppe vernietigen.
15. Chambois: Able Company moet terugtrekkende Duitse konvooien insluiten en vernietigen door alle bruggen in Chambois in te nemen.

## Multiplayer
Company of Heroes kan ook online gespeeld worden. Men kan zelf een spel opstarten en andere spelers uitnodigen (hosting) of zich aansluiten bij een eerder opgestart spel (joining). Bij het opstarten van een spel kies je in de game lobby de gewenste spelmodus, het speelveld (map) en daarmee het aantal spelers dat kan deelnemen (1 tegen 1 tot 4 tegen 4). Je kan ook kiezen of je aan de zijde van de geallieerden (allies) of asmogendheden (axis) speelt. Naarmate je meer ervaring opdoet in multiplayer kan je je persoonlijke ranking verbeteren, het hoogst haalbare level is 20. Er bestaat zelfs een officieuze internationale competitie onder de naam Sunday Night Fights, waarin de beste CoH-spelers het tegen elkaar opnemen.

## Uitbreidingen
Voor Company of Heroes zijn twee uitbreidingen verschenen: Opposing Fronts en Tales of Valor. Opposing Fronts verscheen in 2007 en introduceerde twee nieuwe legers: het Britse Leger en de Duitse Panzer Elite, met twee nieuwe verhaallijnen. Tales of Valor verscheen in 2009, met enkele nieuwe eenheden en een aantal singleplayer-missies. Deze tweede uitbreiding werd minder goed ontvangen door de magere inhoud en beperkte vernieuwingen. Het originele spel is niet vereist om deze uitbreidingen te spelen, het zijn zogenaamde stand-alone-expansion-packs. Company of Heroes is uiteindelijk ook voor de Mac-systemen van Apple verschenen, en de ontwikkelaar liet in een interview met Gamer.nl weten dat de kans groot is dat ook het vervolg voor Mac uitkomt.

## Trivia
- Het spel is opgenomen in het boek 1001 Video Games You Must Play Before You Die van Tony Mott.